# Reao
Pour la commune, voir Reao (commune).
Reao ou Natūpe (anciennement île Clermont-Tonnerre) est un atoll situé à l'extrémité est de l'archipel des Tuamotu en Polynésie française. Il est administrativement rattaché à la commune de Reao.

## Géographie

### Situation
Reao est situé à 48 km à l'ouest-nord-ouest de Pukarua et à 1 340 km à l'est de Tahiti. Il s'étend sur 24,5 km de longueur et 5 km de largeur maximales pour 9 km2 de surface de terres émergées. Un motu unique couvre l'intégralité de sa côte nord-est. Il n'y a pas de passe navigable pour entrer dans le lagon de 34 km2.

### Géologie
D'un point de vue géologique, l'atoll est la très fine excroissance corallienne (de seulement quelques mètres) du sommet du mont volcanique sous-marin homonyme, qui mesure 2 005 mètres depuis le plancher océanique, formé il y a environ 36,1 à 36,8 millions d'années.

### Démographie
En 2017, la population totale de Reao est de 351 personnes, ; son évolution est la suivante :
| 295                                                     | 278 | 313 | 345 | 362 | 379 | 351 |
| Sources ISPF et Gouvernement de la Polynésie française. |     |     |     |     |     |     |

## Histoire

### Peuplement polynésien
Des séries de fouilles archéologiques ont mis au jour sur Reao, en plus des maraes, la présence sur 85 000 m2 d'au moins 365 « fosses de culture » – creusées par des unités familiales de trois à quatre personnes pour atteindre l'humidité latente de la lentille des eaux des précipitations retenues dans le socle corallien où étaient déposés des branchages et des composts – destinées à la culture de différentes variétés de taros dont les tubercules, sources de féculents, étaient récoltés tous les six mois par les Polynésiens ayant peuplé l'atoll. La datation des couches les plus profondes indiquent que ces méthodes agricoles remontent sur cet atoll à l'an 1120 ± 40 ans, ce qui est la plus ancienne datation de ce type faite aux Tuamotu bien que Reao soit l'un des atolls les plus orientaux de l'archipel.

### Découverte par les Européens
La première mention par un Européen de l'atoll fut faite par l'explorateur français Louis Isidore Duperrey qui le visite, à bord du navire La Coquille, le 30 avril 1823 qui nomme l'île du nom de Clermont-Tonnerre, en l'honneur de Aimé Marie Gaspard de Clermont-Tonnerre, ministre de la Marine. C'est ensuite le capitaine britannique Frederick Beechey qui aborde l'atoll le 18 janvier 1826 puis Jules Dumont d'Urville qui le visite en août 1838 et lui donne en plus le nom de Minerve. L'expédition américaine australe, menée par Charles Wilkes entre 1838 et 1842, accoste également l'atoll le 13 août 1839 et le signale sous le nom de Minerva.

### Époque moderne
À la fin du XIXe siècle, l'atoll se dote d'une administration, avec la construction de la mairie en pierre de corail en 1874 – rénovée en 2010. Il est évangélisé avec la fondation de la paroisse Saint-Augustin en 1875, puis la construction de l'église homonyme en 1973 rattachée au diocèse de Papetee.
En 1983, l'atoll est dévasté par un cyclone qui toucha en particulier la cocoteraie qui dû être replantée de 17 000 cocotiers dans les années qui suivirent grâce à un programme de regénération.

## Économie
L'économie de l'atoll repose traditionnellement sur la production de coprah (318 tonnes en 2009 avec une tendance à la baisse). Depuis 2008, le développement de la culture de bénitier à des fins d'aquariophilie à l'international et de consommation culinaire à Tahiti est en pleine expansion – dans la moitié Nord-Ouest du lagon avec 1,647 0 ha exploité à Hakahiri et 14,568 0 ha à Tegagiefanaugatua. Les autres activités liées à la mer sont la pêche de subsistance et d'exportation, pratiquée grâce à des parcs à poissons dans les hoas, et le mouillage de plaisance pour le tourisme avec une darse relativement importante.
Reao est doté d'un petit aérodrome (NTGE) avec une piste d'environ 1 000 m, inaugurée en 1979. Il accueille, en moyenne, environ 120 vols et 2 100 passagers par an, dont la moitié en transit.

## Faune et flore
Le lagon de l'atoll présente la particularité d'héberger d'importantes colonies de coraux du genre de Porites mordax et d'Acropora formosa et plus de 400 bénitiers recensés de type Tridacna maxima.

## Littérature
L'île Clermont-Tonnerre inspira Jules Verne qui la cite dans Vingt mille lieues sous les mers (1870) ainsi que dans L'Île mystérieuse (1874) à propos de la formation des atolls.